# ジョフリー・ダグラス・マッジ
ジョフリー・ダグラス・マッジ（Geoffrey Douglas Madge、1941年10月3日、アデレード - ）は、オーストラリア出身のピアニスト。

## 略歴
8歳からピアノを始め、アデレードのエルダー音楽院で学ぶ。1963年、ABCコンクールで第一位を受賞後、渡欧。すぐに現代音楽の挑戦的なピアニストとして知られるようになり、マイケル・フィニスィーの《ピアノ協奏曲第三番》、《Jazz》などの初演を手がけている。これらの曲目はジェイムズ・クラッパトンやフィリップ・トマスによってかろうじて再演が可能になっただけであり、多くの作品が彼の専売特許として知られている。
彼を一躍有名にしたのは、ヤニス・クセナキスの《シナファイ》のライブ演奏であろう。エルガー・ハワーズとの共演で有名だが、以後指揮者とオーケストラを変えて再演を重ねている。その他にもオランダで多くのクセナキス演奏に関わっており、《エオンタ》、《アケア》などのアンサンブル作品でも脚光を浴びた。
一時期は「マッジ・アンサンブル」（後に「カメラータ・ブゾーニ」と改称）を組織していたことがsalabert社のカタログと本人のHPで確認されている。教師としてもルネ・エックハルトなどを育てている。審査員としては、ポーランド現代音楽演奏コンクールの常連である。

## レパートリーの開拓
現代音楽の演奏で著名になった後、彼は矛先を未開のピアノ作品の演奏へ移し、エルンスト・クルシェネク、レオポルド・ゴドフスキー、カイホスルー・シャプルジ・ソラブジ、シュテファン・ヴォルペ、ニコス・スカルコッタス、ジョージ・フラインなどの作品を体系的に録音しリリースしていった。極めつけにフェルッチョ・ブゾーニの少年期から壮年期にかけての名曲群を6枚組(3X2)でリリースしたことで話題となった。この録音でしか手に入らない曲もまだある。
珍しい作品のみの演奏だけではなく、ベートーヴェンのディアベリ変奏曲のライブ演奏や通常の室内楽演奏など、スタンダードな作品もてがけている。ニコラス・スロニムスキーの事典によると彼は作曲活動も行っていたようだが、近年は二台ピアノのための「変容」を発表するなど、作曲活動を再開させているようである。現在もオランダに在住。